# RTL Zwee
RTL Zwee (bis zum 23. März 2020 den 2. RTL) ist ein luxemburgischer Privatsender. Er ist nach RTL Télé Lëtzebuerg der zweite Ableger der RTL Group in Luxemburg. Der Fernsehsender wurde am 15. März 2004 gegründet und richtet sich hauptsächlich an Jugendliche und junge Erwachsene. Das Programm wird hauptsächlich auf Luxemburgisch und in Form der Programmübernahmen von RTL Shop auch auf Deutsch ausgestrahlt.

## Sendeformate
- De Journal, Nachrichtensendung
- De Magazin, Magazinsendung
- "Neie Wand mam Wendt", mit Andreas Wendt[1][2]
- Planet RTL, Magazin für Jugendliche
- Planet Hits, Musiksendung mit Hitparade
- Planet Music, Musiksendung mit Videoclips
- Planet X-plosiv, luxemburgisches Explosiv
- Planet Boulevard, luxemburgisches Exclusiv
- RTL Shop, Übernahme des Programms von RTL Shop
- UEFA Champions League, Live-Übertragung von Spielen der UEFA Champions League mit luxemburgischem Kommentar

## Senderlogos

Logo bis 2007
Logo von 2007 bis 2020
Logo von 2020 bis 2023
Logo seit 2023